# Snöriket
Snöriket är en svensk-norsk kortfilm från 1991 i regi av Harald Hamrell. I rollerna ses bland andra Lasse Petterson, Samuel Fröler och Michael Kallaanvaara.

## Handling
Gamla renbetesmarker förstörs av skogsbruket. En våldsam explosion äger rum som förstör ett timmerlager och poliserna Jern och Reuterswärd sätts på att utreda händelsen. Under arbetets gång möts de av oväntade och ödesdigra krafter.

## Rollista
- Lasse Petterson	– Jern, polis
- Samuel Fröler – Niklas, polis
- Michael Kallaanvaara – Nila Ama, same
- Anders Nyström – mackägaren
- Carlo Hiltunen – nåjden
- Rolf Degerlund – Per Erik Aslak, same
- Sten Johan Hedman	– förmannen

## Om filmen
Snöriket spelades in i Västerbottensfjällen och söder om Stockholm mellan mars och april 1990. Filmen producerades av Bo-Erik Gyberg för Levande Bilder AB, Norsk Rikskringkasting och Nordisk Film- & TV Fond. Manus skrevs av Martin Lundström och filmen fotades av Roland Sterner. Den klipptes av Hamrell och premiärvisades den 22 september 1991 i Sveriges Television. Senare samma höst visades den under evenemanget Filmens dag.
Filmen belönades med pris för 1991 års bästa ungdomsfilm vid en filmfestival i Umeå 1992.